# 巽聖歌
巽 聖歌（たつみ せいか、1905年（明治38年）2月12日 - 1973年（昭和48年）4月24日）は、日本の児童文学者、歌人。本名は野村 七藏（のむら しちぞう）。童謡「たきび」の作詞者として知られる。
北原白秋に師事し、佐藤義美、与田凖一と並び称された。また新美南吉を世に送り出すことに尽力した。『赤い鳥』出身の童謡詩人・『多磨』出身の歌人として、童謡・少年詩・近代短歌の歴史の上に業績を残した。
短歌においては、持田勝穂、木俣修、宮柊二、玉城徹の同門に当たり、白秋の没後、玉城徹を指導した。また、出身地である岩手県紫波町立日詰小学校の校歌をはじめ、全国的に多くの校歌の作詞をしている。

## 生涯
1905年（明治38年）2月12日、岩手県紫波郡日詰町（現在の紫波町）に生まれる。生家は鍛冶屋で7人兄弟の末っ子であった。
1917年（大正6年）に日詰尋常小学校卒業。進学はせず、父の死後に長兄が継いだ家業の鍛冶屋を手伝う。14歳の頃、鈴木三重吉の創刊した『赤い鳥』を見て童謡・童話に興味を持ち、創作を始める。
16歳から日本基督教会日詰教会に通い、20歳で洗礼を受け、プロテスタントのクリスチャンとなる。ペンネーム「聖歌」の由来もキリスト教による。なお讃美歌318番「主よ、主のみまえに」は、巽聖歌の作詞である。
1923年（大正12年）1月、自作の童話「山羊と善兵衛さんの死」を、児童総合雑誌『少年』の編集長であった童話作家の安倍季雄に送り、同誌を刊行していた時事新報社への就職を依頼する。聖歌の才能を安倍季雄も認めていたが、18歳と年齢が若すぎることを理由に入社保留となる。同3月、横須賀に住んでいた同郷の友人を頼り、故郷の日詰町を離れる。横須賀海軍工廠で働きながら『赤い鳥』や千葉省三の創刊した『童話』誌に投稿を続け、『赤い鳥』大正13年4月号に「田村とほる」のペンネームで「母はとっとと」が初掲載される。
1924年（大正13年）5月、時事新報社に入社を許される。雑誌『少年』『少女』の編集者として仕事を始め、同誌に作品を発表するようになる。だが同年12月、時事新報社は業績不振のため『少年』『少女』誌の刊行から撤退することになり、翌1925年（大正14年）3月、わずか1年足らずで徴兵検査を理由に同社を退社し、失意のうちに日詰町へ帰郷する。この時期から「巽聖歌」のペンネームを用いる。同年の夏に書いた童謡「水口（みなくち）」が『赤い鳥』大正14年10月号に掲載され、北原白秋に絶賛される。これが縁で白秋門下となり『赤い鳥』の常連投稿者となる。
1927年（昭和2年）、郷里の日詰教会の牧師とともに、アメリカ人の家庭教師として福岡県久留米市の教会へ赴任する。
1928年（昭和3年）、白秋の勧めにより再度上京。同年8月、白秋門下で『赤い鳥』同人の与田準一らと「赤い鳥童謡会」を結成する。翌1929年（昭和4年）3月、白秋の弟・北原鉄雄が設立した出版社「アルス」に入社。
1930年（昭和5年）、与田準一らと童謡・童話雑誌『乳樹』（後『チチノキ』に改題）を創刊する。翌1931年（昭和6年）9月、『チチノキ』へ作品を投稿してきた新美南吉と知り合う。同年12月、南吉が上京、聖歌と会う。
1932年（昭和7年）、東京都中野区上高田の下宿で、新美南吉と同居を始める。同年9月、洋画家の野村千春（旧姓・武居）と結婚。長男の名前「圦彦（いりひこ）」、長女の名前「やよひ」は北原白秋の命名。教育学者の周郷博は義弟（義妹の夫）。
1935年（昭和10年）3月、経済的理由により『チチノキ』が19号で終刊。白秋が主催しアルスから刊行された短歌雑誌『多磨』の同人となる。児童文学者としての白秋の側近であったが、短歌を本格的に始めるのはこの『多磨』創刊以降である。
1941年（昭和16年）、JOAK（現・NHK）のラジオ番組の依頼により、当時住んでいた中野区上高田の風景を舞台に、童謡「たきび」を作詞する（詳細は「たきび」の項を参照）。同年、第2回児童文化賞受賞。
1942年（昭和17年）、新美南吉の童話集『おぢいさんのランプ』の出版を世話する。翌1943年（昭和18年）2月、病床の南吉より未発表作品を託され、死後の出版を依頼される。南吉の郷里である愛知県知多郡半田町（現・半田市）へ行き看病する。同年3月22日、南吉死去。翌4月に自宅で葬儀が行われ、与田準一とともに参列する。
1944年（昭和19年）、家族を連れて岩手県岩手郡沼宮内町（現・岩手町沼宮内）愛宕へ疎開。翌1945年（昭和20年）、同地で終戦を迎える。翌1921年（昭和21年）設立された岩手児童文化協会の事務局長に就任する。
1948年（昭和23年）7月、岩手児童文化協会の事務所が火災で焼失する。同年10月に再度上京し、東京都南多摩郡日野町東大助（現・日野市旭が丘）に居を定める。以来、1973年（昭和48年）に68歳で死去するまで、25年間にわたり日野市旭が丘で暮らすことになる。1960年（昭和35年）『新美南吉童話全集』全3巻を刊行し、翌年産経児童出版文化賞を受賞。1971年（昭和46年）、赤い鳥文学賞選考委員となる。翌1972年（昭和47年）、日本児童文学者協会名誉会員となる。
1973年（昭和48年）4月24日、心不全のため日野市立病院にて68歳で死去。八王子市中野山王2丁目11-11の喜福寺に墓がある。
1978年（昭和53年）、紫波町の名誉町民となる。第8回日本童謡賞特別賞。
1998年（平成10年）、日野市旭が丘にあった聖歌の旧居宅が取り壊される。
2010年（平成22年）1月23日、日野市旭が丘近くのJR中央線豊田駅の発車メロディに「たきび」が採用される。
2017年（平成29年）1月30日、聖歌ゆかりの地である紫波町と日野市が姉妹都市となる。

## 作品リスト
- 「水口（みなくち）」
- 「たきび」（作曲：渡辺茂）[4]
- 「海は呼んでいる」
- 「おそらはあおく」
- 「かぜにおうちが」
- 「つばめのゆうびんやさん」
- 「夜明けの星」
- 「あさがおすった」
- 「ひろばのうた」
- 「ミツバチさんでも」
- 「朝の歌」
- 「キャベツのお山」（作曲：渡辺茂）[4]
- 「りんごとみかん」
- 「うんどうかいのうた」
- 「ぼくは技師」
- 「せみを鳴かせて」
- 「流れゆくもの」
- 「アンデルセンを讃える歌」
- 「風」
- 「校庭の木々は」
- 「コロポックル」
- 「地下鉄工事」
- 「月よのがん」
- 「とりいれ」
- 「ぬげよ上衣を」
- 「野ぜり」
- 「冬の夜」
- 「蜜柑」
- 「めだかのくに」（作曲：渡辺茂）[4]
- 「あさのうた」（作曲：渡辺茂）[4]

### 校歌
- 世田谷区立用賀小学校（東京都世田谷区）
- 日野市立第四小学校（東京都日野市）
- 日野市立七生中学校（東京都日野市）
- 八王子市立第四小学校（東京都八王子市）
- 仙台市立上杉山中学校（宮城県仙台市）
- 登米市立佐沼中学校（宮城県登米市）
- 春日部市立粕壁小学校（埼玉県春日部市）
- 刈谷市立刈谷南中学校（愛知県刈谷市）
- 東広島市立高屋西小学校（広島県東広島市）
- 名古屋市立亀島小学校（愛知県名古屋市）
- 名古屋市立清水小学校（愛知県名古屋市）
- 岩手町立沼宮内中学校（岩手県岩手町）
- 紫波町立日詰小学校（岩手県紫波郡）
- 紫波町立紫波第一中学校（岩手県紫波郡）
- 奥州市立羽田小学校（岩手県奥州市）
- 奥州市立水沢南小学校（岩手県奥州市）
- 奥州市立江刺第一中学校（岩手県奥州市）
- 奥州市立南都田中学校（岩手県奥州市）＝閉校